# Генріх Петерсен
Генріх Петерсен (нім. Heinrich Petersen; 31 березня 1904 — 9 травня 1945) — німецький офіцер, оберфюрер СС. Кавалер Лицарського хреста Залізного хреста.

## Біографія
В січня 1927 року вступив у рейхсвер. В 1935 році вийшов у відставку. 5 квітня 1934 року вступив у СС (посвідчення №134 299) і частини посилення СС, 1 травня 1937 року — в НСДАП (квиток №1 964 574). З 1 вересня 1939 року — командир 3-го, з 20 січня 1941 року — 1-го батальйону 3-го піхотного полку СС «Мертва голова». Учасник Французької кампанії і німецько-радянської війни. З 15 січня 1942 року — командир запасного батальйону Добровольчого легіону СС «Норвегія», з 1 жовтня 1942 року — резервного батальйону гірської дивізії СС «Норд». З 16 квітня 1943 року — командир 1-го гірського полку СС (пізніше переформованого в 13-й добровольчий гірський полк СС «Артур Флепс») 7-ї добровольчої гірської дивізії СС «Принц Ойген». В кінці 1943 року переведений в штаб 5-го гірського корпусу СС, в лютому 1944 року — в резерв. З 15 червня 1944 року — командир 39-го моторизованого полку СС 18-ї добровольчої дивізії СС «Горст Вессель», з 27 березня 1945 року — командир дивізії. Перед здачею в полон наклав на себе руки.

## Звання
- Обер-фельдфебель
- Штурмбаннфюрер СС (9 листопада 1937)
- Оберлейтенант резерву (1 лютого 1938)
- Оберштурмбаннфюрер СС (1 вересня 1941)
- Штандартенфюрер СС (9 листопада 1944)
- Оберфюрер СС (20 квітня 1945)

## Нагороди
- Медаль «За вислугу років у Вермахті» 4-го і 3-го класу (12 років)
- Медаль «У пам'ять 1 жовтня 1938»
- Залізний хрест 2-го і 1-го класу
- Штурмовий піхотний знак в сріблі
- Лицарський хрест Залізного хреста (13 листопада 1943)
- Військовий орден Залізного трилисника 2-го класу (Хорватія)
- Орден Корони короля Звоніміра 1-го класу з дубовим листям (Хорватія)